# Campionati mondiali di sollevamento pesi 1971
I Campionati mondiali di sollevamento pesi 1971, 45ª edizione della manifestazione, si svolsero a Lima dal 18 al 26 settembre 1971.

## Titoli in palio
| Categoria            | Eventi         | Atleti |
| -------------------- | -------------- | ------ |
| Pesi mosca           | Fino a 52 kg   | 11     |
| Pesi gallo           | Fino a 56 kg   | 12     |
| Pesi piuma           | Fino a 60 kg   | 14     |
| Pesi leggeri         | Fino a 67.5 kg | 16     |
| Pesi medi            | Fino a 75 kg   | 20     |
| Pesi massimi leggeri | Fino a 82.5 kg | 22     |
| Pesi mediomassimi    | Fino a 90 kg   | 22     |
| Pesi massimi         | Fino a 110 kg  | 18     |
| Pesi supermassimi    | Oltre i 110 kg | 9      |

## Nazioni partecipanti
Le nazioni che hanno partecipato ai campionati furono 31 per un totale di 144 atleti partecipanti. Tra questi, la suddivisione continentale è la seguente: 73 atleti europei, 54 americani, 12 asiatici, 0 africani e 5 oceaniani. Tra parentesi i partecipanti per nazione.
- Antille Olandesi (2)
- Argentina (9)
- Australia (1)
- Austria (3)
- Belgio (2)
- Bolivia (1)
- Brasile (9)
- Bulgaria (9)
- Canada (3)
- Cecoslovacchia (1)
- Colombia (9)
- Cuba (3)
- Finlandia (5)
- Germania Est (8)
- Germania Ovest (3)
- Giamaica (1)
- Giappone (8)
- Grecia (1)
- Iran (3)
- Italia (7)
- Messico (1)
- Norvegia (1)
- Nuova Zelanda (4)
- Perù (9)
- Polonia (8)
- Regno Unito (3)
- Stati Uniti (8)
- Svezia (2)
- Svizzera (2)
- Ungheria (9)
- Unione Sovietica (9)

## Risultati
Vennero stabiliti due record mondiali, entrambi nelle specialità singole.
| Evento       | Oro                  | Oro   | Argento              | Argento | Bronzo               | Bronzo |
| 52 kg        | 52 kg                | 52 kg | 52 kg                | 52 kg   | 52 kg                | 52 kg  |
| ------------ | -------------------- | ----- | -------------------- | ------- | -------------------- | ------ |
| Distensione  | Sándor Holczreiter   | 120,0 | Zygmunt Smalcerz     | 115,0   | Masahiro Ueki        | 97,5   |
| Strappo      | Zygmunt Smalcerz     | 95,0  | Sándor Holczreiter   | 95,0    | Juan Romero          | 92,5   |
| Slancio      | Zygmunt Smalcerz     | 130,0 | Mustafa Mustafov     | 122,5   | Masahiro Ueki        | 122,5  |
| Totale       | Zygmunt Smalcerz     | 340,0 | Sándor Holczreiter   | 335,0   | Masahiro Ueki        | 307,5  |
| 56 kg        |                      |       |                      |         |                      |        |
| Distensione  | Mohammad Nassiri     | 120,0 | Imre Földi           | 120,0   | Henryk Trębicki      | 120,0  |
| Strappo      | Henryk Trębicki      | 107,5 | Gennadij Četin       | 107,5   | Jirō Hosotani        | 102,5  |
| Slancio      | Gennadij Četin       | 145,0 | Mohammad Nassiri     | 142,5   | Atanas Kirov         | 140,0  |
| Totale       | Gennadij Četin       | 370,0 | Henryk Trębicki      | 367,5   | Mohammad Nassiri     | 360,0  |
| 60 kg        |                      |       |                      |         |                      |        |
| Distensione  | Yoshiyuki Miyake     | 122,5 | Kenkichi Andō        | 122,5   | Kurt Pittner         | 120,0  |
| Strappo      | Yoshiyuki Miyake     | 115,0 | Kenkichi Andō        | 112,5   | Kurt Pittner         | 112,5  |
| Slancio      | Yoshiyuki Miyake     | 150,0 | Kenkichi Andō        | 147,5   | Norajr Nurikjan      | 147,5  |
| Totale       | Yoshiyuki Miyake     | 387,5 | Kenkichi Andō        | 382,5   | Norajr Nurikjan      | 377,5  |
| 67,5 kg      |                      |       |                      |         |                      |        |
| Distensione  | Zbigniew Kaczmarek   | 147,5 | Nasrollah Dehnavi    | 140,0   | Waldemar Baszanowski | 140,0  |
| Strappo      | Waldemar Baszanowski | 130,0 | Masayuki Yano        | 127,5   | Mucharbij Kiržinov   | 127,5  |
| Slancio      | Mucharbij Kiržinov   | 167,5 | Nasrollah Dehnavi    | 165,0   | Waldemar Baszanowski | 165,0  |
| Totale       | Zbigniew Kaczmarek   | 440,0 | Waldemar Baszanowski | 435,0   | Mucharbij Kiržinov   | 430,0  |
| 75 kg        |                      |       |                      |         |                      |        |
| Distensione  | Russell Knipp        | 162,5 | Vladimir Kanygin     | 160,0   | Anselmo Silvino      | 155,0  |
| Strappo      | Leif Jenssen         | 142,5 | Vladimir Kanygin     | 142,5   | Ondrej Hekel         | 140,0  |
| Slancio      | Jordan Bikov         | 180,0 | Anselmo Silvino      | 175,0   | Ondrej Hekel         | 175,0  |
| Totale       | Vladimir Kanygin     | 477,5 | Leif Jenssen         | 467,5   | Anselmo Silvino      | 465,0  |
| 82,5 kg      |                      |       |                      |         |                      |        |
| Distensione  | Chrīstos Iakōvou     | 162,5 | Boris Pavlov         | 160,0   | Kaarlo Kangasniemi   | 160,0  |
| Strappo      | Kaarlo Kangasniemi   | 150,0 | Boris Pavlov         | 145,0   | Mike Karchut         | 145,0  |
| Slancio      | Boris Pavlov         | 190,0 | György Horváth       | 190,0   | Mike Karchut         | 182,5  |
| Totale       | Boris Pavlov         | 495,0 | Kaarlo Kangasniemi   | 490,0   | György Horváth       | 480,0  |
| 90 kg        |                      |       |                      |         |                      |        |
| Distensione  | Vasilij Kolotov      | 185,0 | Hans Bettembourg     | 180,0   | David Rigert         | 177,5  |
| Strappo      | David Rigert         | 162.5 | Vasilij Kolotov      | 155,0   | Bo Johansson         | 155,0  |
| Slancio      | David Rigert         | 202,5 | Vasilij Kolotov      | 197,5   | Rick Holbrook        | 197,5  |
| Totale       | David Rigert         | 542,5 | Vasilij Kolotov      | 537,5   | Bo Johansson         | 522,5  |
| 110 kg       |                      |       |                      |         |                      |        |
| Distensione  | Jurij Kozin          | 200,0 | Aleksandăr Krajčev   | 187,5   | Roberto Vezzani      | 185,0  |
| Strappo      | Stefan Grützner      | 165,0 | Kauko Kangasniemi    | 162,5   | Aleksandăr Krajčev   | 155,0  |
| Slancio      | Helmut Losch         | 205,0 | Stefan Grützner      | 205,0   | Jurij Kozin          | 202,5  |
| Totale       | Jurij Kozin          | 552,5 | Stefan Grützner      | 547,5   | Aleksandăr Krajčev   | 545,0  |
| Oltre 110 kg |                      |       |                      |         |                      |        |
| Distensione  | Vasilij Alekseev     | 230,0 | Serge Reding         | 227,5   | Ken Patera           | 212,5  |
| Strappo      | Vasilij Alekseev     | 170,0 | Ken Patera           | 167,5   | Serge Reding         | 160,0  |
| Slancio      | Vasilij Alekseev     | 235,0 | Ken Patera           | 212,5   | Fernando Bernal      | 197,5  |
| Totale       | Vasilij Alekseev     | 635,0 | Ken Patera           | 592,5   | Ivan Atanasov        | 532,5  |

## Medagliere

### Grandi (Totale)
Riferito al totale dell'esercizio.
| Posiz.              | Nazione             | Oro | Argento | Bronzo | Totale |
| ------------------- | ------------------- | --- | ------- | ------ | ------ |
| 1                   | Unione Sovietica    | 6   | 1       | 1      | 8      |
| 2                   | Polonia             | 2   | 2       | 0      | 4      |
| 3                   | Giappone            | 1   | 1       | 1      | 3      |
| 4                   | Ungheria            | 0   | 1       | 1      | 2      |
| 5                   | Germania Est        | 0   | 1       | 0      | 1      |
| 5                   | Finlandia           | 0   | 1       | 0      | 1      |
| 5                   | Norvegia            | 0   | 1       | 0      | 1      |
| 5                   | Stati Uniti         | 0   | 1       | 0      | 1      |
| 9                   | Bulgaria            | 0   | 0       | 3      | 3      |
| 10                  | Iran                | 0   | 0       | 1      | 1      |
| 10                  | Italia              | 0   | 0       | 1      | 1      |
| 10                  | Svezia              | 0   | 0       | 1      | 1      |
| Totale (12 nazioni) | Totale (12 nazioni) | 9   | 9       | 9      | 27     |

### Grandi (Totale) e Piccole (distensione, strappo e slancio)
Riferito al totale dell'esercizio e delle tre specialità.
| Posiz.              | Nazione             | Oro | Argento | Bronzo | Totale |
| ------------------- | ------------------- | --- | ------- | ------ | ------ |
| 1                   | Unione Sovietica    | 16  | 8       | 4      | 28     |
| 2                   | Polonia             | 7   | 3       | 3      | 13     |
| 3                   | Giappone            | 4   | 5       | 4      | 13     |
| 4                   | Germania Est        | 2   | 2       | 0      | 4      |
| 5                   | Ungheria            | 1   | 4       | 1      | 6      |
| 6                   | Stati Uniti         | 1   | 3       | 4      | 8      |
| 7                   | Iran                | 1   | 3       | 1      | 5      |
| 8                   | Bulgaria            | 1   | 2       | 6      | 9      |
| 9                   | Finlandia           | 1   | 2       | 1      | 4      |
| 10                  | Norvegia            | 1   | 1       | 0      | 2      |
| 11                  | Grecia              | 1   | 0       | 0      | 1      |
| 12                  | Italia              | 0   | 1       | 3      | 4      |
| 13                  | Svezia              | 0   | 1       | 2      | 3      |
| 14                  | Belgio              | 0   | 1       | 1      | 2      |
| 15                  | Austria             | 0   | 0       | 2      | 2      |
| 15                  | Cecoslovacchia      | 0   | 0       | 2      | 2      |
| 17                  | Colombia            | 0   | 0       | 1      | 1      |
| 17                  | Cuba                | 0   | 0       | 1      | 1      |
| Totale (18 nazioni) | Totale (18 nazioni) | 36  | 36      | 36     | 108    |

## Classifica a squadre
Il sistema di punteggio è basato sui punti distribuiti per l'esercizio totale in base allo schema adottato nel 1958:
| Pos. | Squadra          | Punti |
| ---- | ---------------- | ----- |
| 1    | Unione Sovietica | 51    |
| 2    | Polonia          | 24    |
| 3    | Bulgaria         | 23    |
| 4    | Giappone         | 19    |
| 5    | Ungheria         | 15    |
| 6    | Stati Uniti      | 13    |
| 7    | Finlandia        | 8     |
| 7    | Germania Est     | 8     |
| 9    | Iran             | 7     |
| 10   | Italia           | 5     |
| 10   | Norvegia         | 5     |
| 10   | Svezia           | 5     |
| 13   | Colombia         | 3     |
| 13   | Cuba             | 3     |
| 15   | Austria          | 2     |
| 15   | Brasile          | 2     |
| 15   | Cecoslovacchia   | 2     |
| 15   | Grecia           | 2     |
| 19   | Perù             | 1     |